# 범일동
범일동(凡一洞)은 대한민국 부산광역시 동구의 법정동이다. 행정동으로 범일1·2·5동으로 나뉜다.
북항 재개발 2단계 구역에 소속된 동네로 재개발이 한창 진행중인 동네이다.

## 아파트
- 두산위브더제니스 하버시티 - 최고 49층/2,385세대
- 부산 범일 푸르지오 (예정) - 최고 69층/1,363세대
- 자이 힐스테이트 하이퍼시티 (예정) - 최고 57층/2,640세대
- 쌍용 더 플래티넘 범일 (예정) - 274세대
- 오션브릿지 - 최고 48층/652세대
- 범일 롯데캐슬 (예정) - 최고 49층/1,643세대
- 범일 두산위브 포세이돈2 - 690세대
- 범일 진흥 마제스타워 - 305세대
- 한양아파트 - 474세대
- 삼익아파트 - 150세대
- 범일 한성기린프라자 - 574세대

## 학교
- 성남초등학교

## 시설
- 부산문화방송
- 부산불교방송